# Погруддя імператора Філіппа Араба
Погруддя імператора Філіппа Араба — портрет римського імператора Філіппа I Араба, створений з мармуру в 3 ст. н. е.

## Портрети Філіппа Араба
Імператор Філіпп Араб вийшов на політичну арену з преторіанців провінційного легіону і був імператором тільки чотири роки. Про імператора мало відгуків, а ті, що збережені — несхвальні. Про нього також збережено мало біографічних відомостей, проте було створено багато офіційних портретів, значна кількість яких випадково збереглася. Їх зберігають:
- музеї Рима
- Ватикан
- Берлін
- Копенгаген
- Музей образотворчих мистецтв (Будапешт) тощо.

До офіційних портретів належить і погруддя зі збірок скульптур Ермітажу.

## Римські скульптурні портрети та тогочасна реальність
Це була доба так званих «солдатських імператорів». Більшість з них походили не з місцевої, столичної аристократії, а з римських, варварських околиць імперії. Про походження імператорів чи їх службу говорили і їх прізвиська — Максимін Фракієць, Філіпп Араб тощо.
Спогади сучасників свідчать, що римляни 3 століття прихильно ставились до скульптури та охоче замовляли і їх копії, і створення нових портретів. Створенню нових портретів сприяли й трагічні події століття, надзвичайно часта зміна імператорів. Прихід на трон нового володаря Риму спонукав до створення його офіційних портретів з мармуру чи бронзи, які розміщали в офіційних закладах і приватних будинках столиці та провінцій. Існувало постійне протистояння як між аристократами Сената і солдатськими імператорами, так і протистояння між владними структурами та пригнобленим римським суспільством. Реальність була густо настояна на соціальних конфліктах і бунтівних настроях, прихованих до пори. Зміна імператора, усунення чергового з них від влади через політичне убивство, супроводжувалось скиданням його скульптур з постаментів, а численні погруддя або ховали прихильники, або розбивали супротивники. Відомо, що по убивству імператора Максиміна були негайно скинуті з постаментів його портретні скульптури і погруддя.

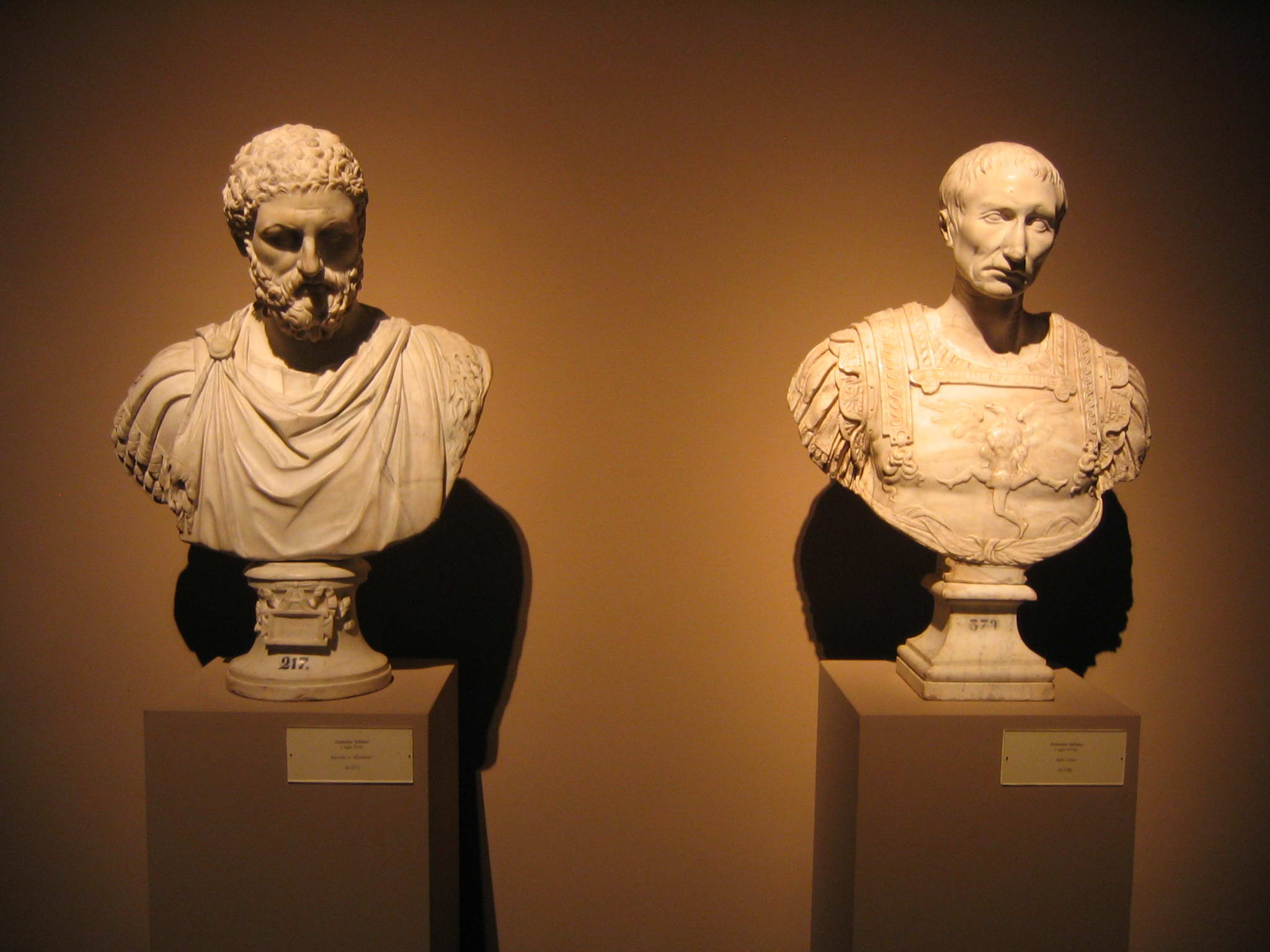
Максимін Фракієць і Юлій Цезар, Прадо, Мадрид.
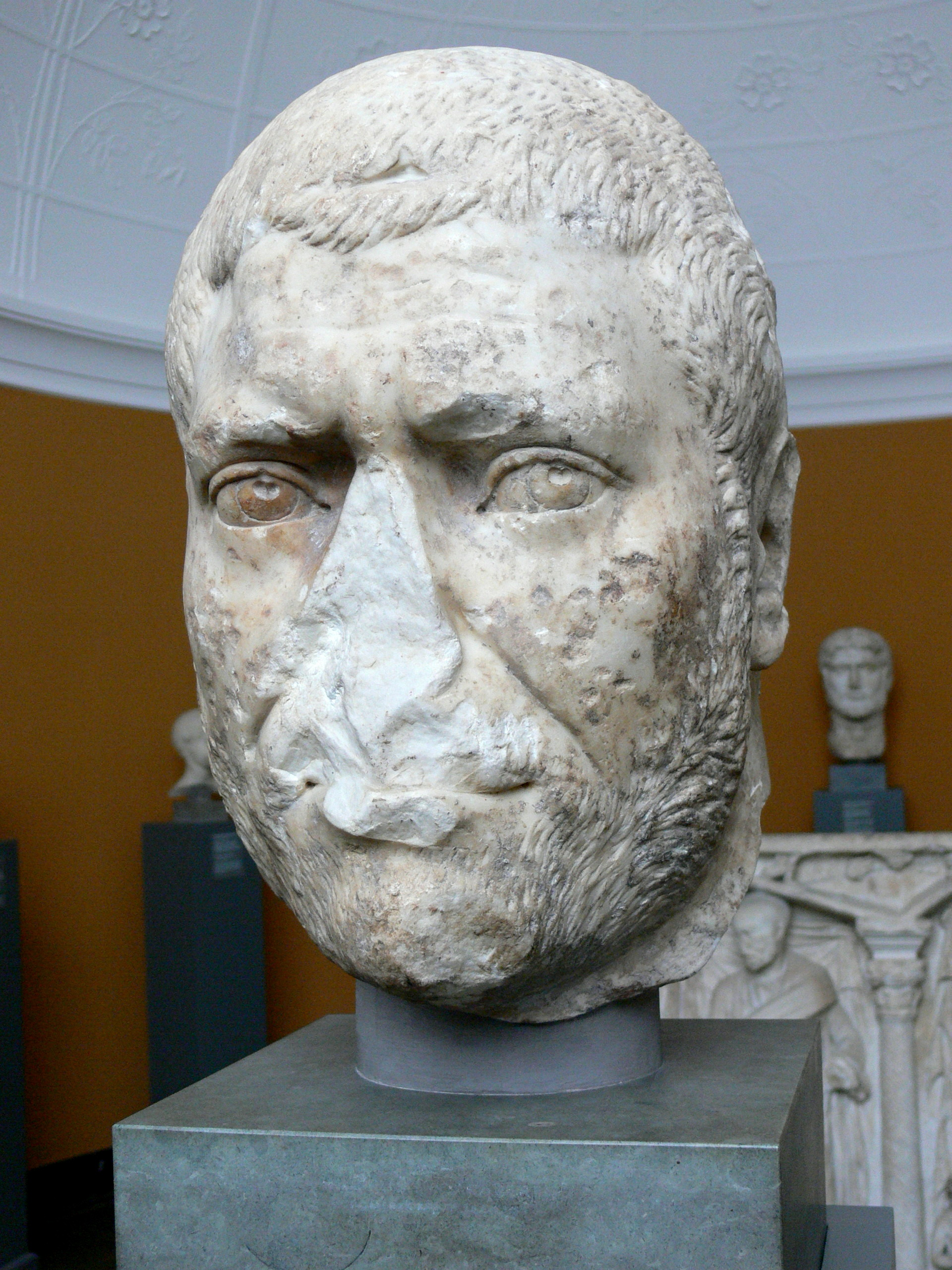
Імператор Філіпп Араб. Нью-Карлсберзька гліптотека, Копенгаген
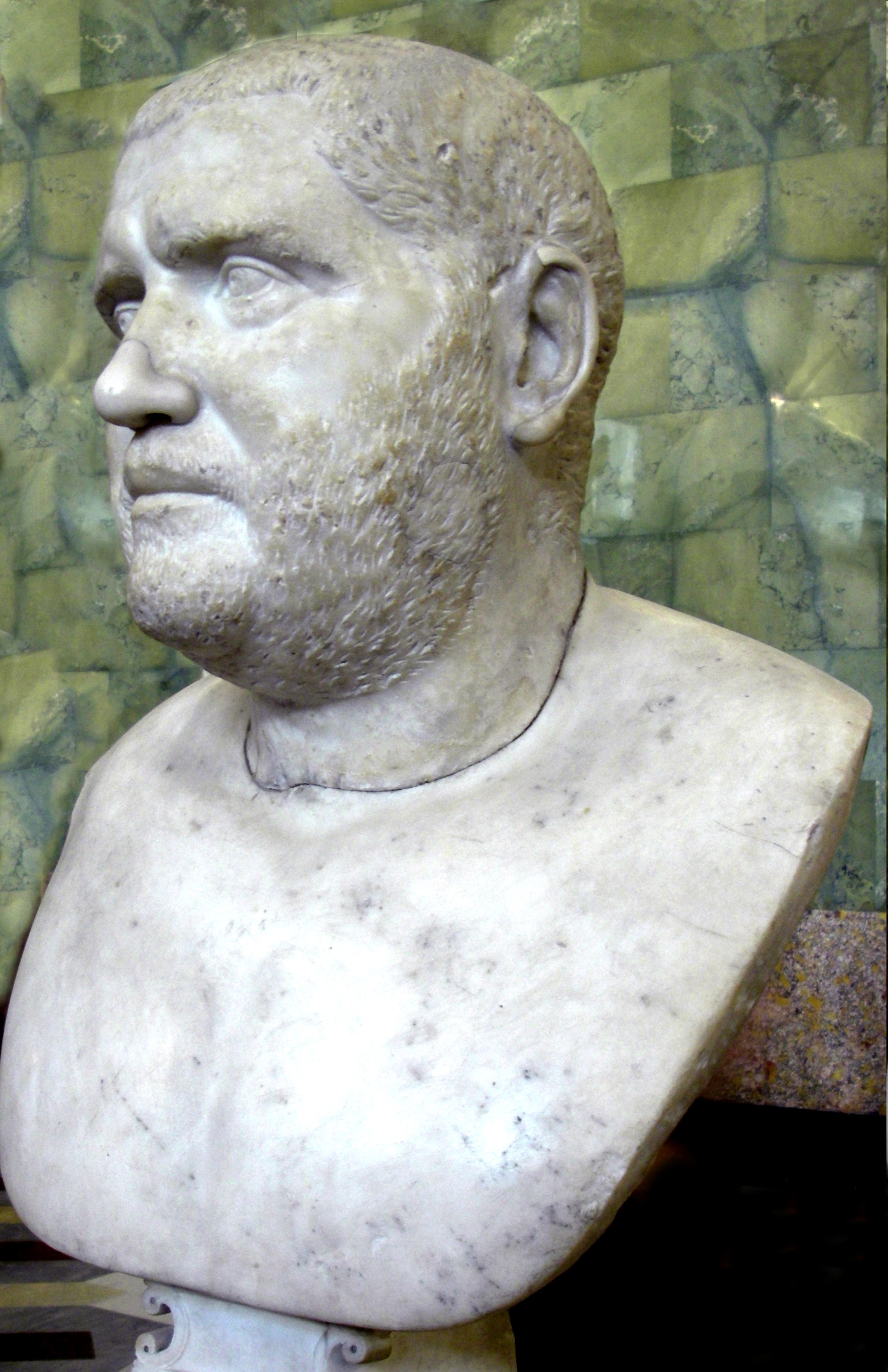
Імператор Бальбін.
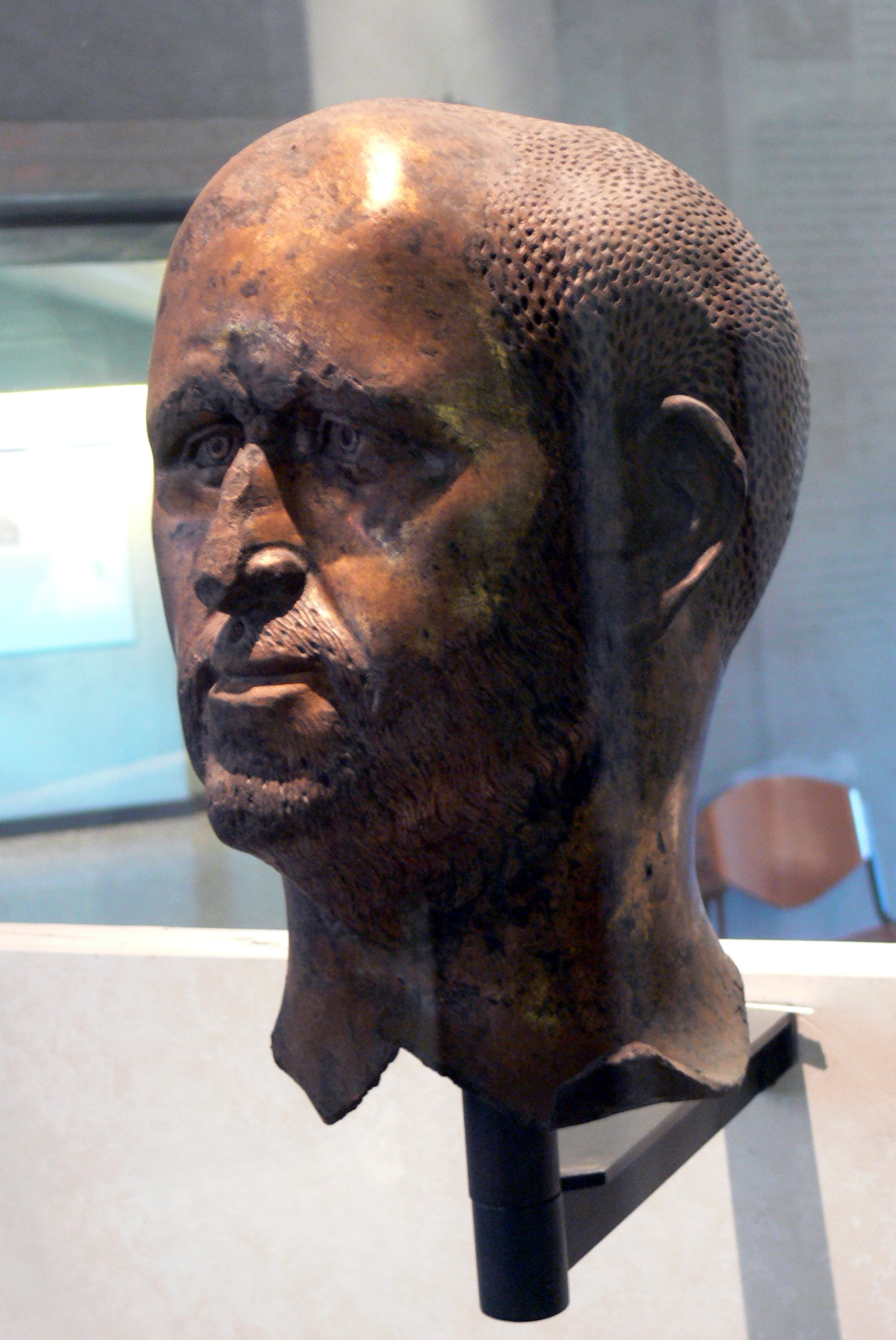
Максимін Фракієць, бронза, Археологічний музей (Аквілея)

Повалені, пошкоджені чи ретельно приховані, вони стануть коштовними археологічними знахідками на теренах колишньої Римської імперії на територіях сучасних Німеччини, Болгарії, Італії, Франції, Іспанії. Рештки римських портретів різних століть, знайдених на руїнах вілл чи будинків під час хижацьких розкопок 16-18 століть, стануть предметами як завзятого колекціонування, так і широкого продажу за кордони Італії. Мармуровий портрет імператора Філіппа Араба знайдений в Римі й походить зі збірок авантюриста і скульптора Бартоломео Кавачеппі, що займався як реставрацією античних скульптур, так і створенням підробок, якими активно торгував. Портрет імператора зі збірок Бартоломео Кавачеппі придбав Ллайд Браун і вивіз і Британію. Всю колекцію скульптур Ллайд Брауна придбала свого часу російська імператриця Катерина II і колекцію доправили в її парадну резиденцію в Царське Село. В 19 столітті скульптури передали в новостворені зали щойно побудованого так званого Нового Ермітажу.

## Опис твору
Перед глядачем постає похмуре і підозріле обличчя чергового «солдатського імператора». На ньому тога з широкою поперечною складкою на грудях як вказівка на його високий соціальний стан.
Він посів трон володаря, пройшовши страшний шлях вояка в провінції. Філіпп серед тих, хто нікому не довіряє. Невідомий скульптор майстерно, реалістично передає як його портретні риси, так і жорстокий характер. Реалізм характеристики не збивається на ідеалізацію і при цьому зберігає урочистий і офіційний характер. Ймовірно, майстри поспішали зі створенням офіційних портретів нового імператора. Тому для цього твору використали не білий і якісний, а сірий мармур, що підкреслив похмуру характеристику володаря. Майстер не зосереджений на дрібницях, сміливо узагальнює об'єми, що особливо помітно на відтворенні зачіски. Це загальна маса, деталізована лише швидкими, невеликими рисками — насічками. Реалістично відтворене і грубе обличчя вояка з різкими зморшками.
Погруддя збереглося досить повно, були реставровані лише ніс в кінчики вух.